# 富谷千太郎
富谷 千太郎（とみたに せんたろう、安政5年2月5日（1858年3月19日） - 大正13年（1924年）10月23日）は、日本の茶人、政治家。余子村長（初代）、余子村会議員。

## 経歴
竹内村（のち鳥取県境港市竹内町）出身。父喜七郎は醤油醸造をはじめ手広く事業をやっており、元治元年（1864年）の外江大火には醤油を見舞ったという。また村役人を務めた記録もある。
千太郎は初代村長として余子尋常小学校を開校し、明治23年（1890年）竹内村津山長四郎宅に役場を移転した。
いつのころか家業に失敗し、その後は煮干鰮製造や養鶏等を手掛けた。
またお茶やお花の宗匠でもあり、この道を海外で広めようと渡米したが、時期尚早で目的成らず帰国した。
晩年は、余子駅西方の松林に茶室を建てて老後を楽しみ、弟子も多かった。